# Bruno Marchand (homme politique)
Bruno Marchand, né le 22 mai 1972 à Québec, est un homme politique québécois.
De 2014 à 2021, il est directeur de la banque alimentaire Centraide Québec, Chaudière-Appalaches et Bas-Saint-Laurent. 
En mars 2021, Bruno Marchand fonde le parti Québec forte et fière. Le 7 novembre 2021, son parti remporte les élections municipales et il est élu maire de la Ville de Québec. Il succède au maire Régis Labeaume.

## Biographie

### Jeunesse et études
Né le 22 mai 1972 à Québec et ayant grandi dans le quartier Lairet de l'arrondissement La Cité-Limoilou, il détient un diplôme en philosophie de l'Université Laval (1995) et une technique en travail social du Cégep de Sainte-Foy (1998).

### Carrière professionnelle
Il est coordonnateur à la vie étudiante de 1999 à 2008 au Cégep de Sainte-Foy. Par la suite, il s'implique également dans l’Association québécoise de prévention du suicide de 2008 à 2014. De 2003 à 2013, il est membre et président du conseil d'administration de Centraide Québec Chaudière-Appalaches et Bas-Saint-Laurent. En 2014, il en devient le président-directeur général jusqu'en 2021.

#### Candidat aux élections
Bruno Marchand est mentionné, dès novembre 2020, comme possible candidat dans un sondage effectué par la firme Léger-Le Journal de Québec pour la mairie de Québec pour l'élection de novembre 2021. Il obtient 1 % du vote des sondés. Dès février 2021, des possibilités plus sérieuses se développent. Le 23 mars 2021, il annonce qu'il quitte son poste de PDG de Centraide Québec-Chaudière-Appalaches-Bas-Saint-Laurent.
Le 25 mars 2021, un nouveau parti est reconnu par le directeur général des élections du Québec, Québec forte et fière dont il est le créateur. Le 15 avril, il annonce sa candidature au poste de maire de Québec pour son parti dans une conférence de presse au Patro Roc-Amadour à Limoilou.
Le 7 novembre 2021, il remporte les élections municipales de la ville de Québec lors d'une soirée au déroulement dramatique. Dès le début de cette soirée électorale, vers 20 h 30, les réseaux de télévision déclarent Marie-Josée Savard vainqueur avec son équipe par son avance de 14 % sur Marchand. Elle prononce un discours de victoire devant ses partisans et les caméras. Vers 22 h 7, TVA rectifie ses informations avec la réduction de l'écart par les gains de Marchand. Vers 22 h 40, Marchand prend la tête et il remporte l'élection par 834 votes. Sous le choc, en fin de soirée, l'équipe de Savard, analyse la possibilité d'un recomptage mais se ravise le lendemain et reconnaît la défaite de sa candidate,.

### Maire de Québec

#### Style de son administration
Le 14 novembre 2021, Bruno Marchand est assermenté comme 38e maire de Québec avec tous les conseillers des 21 districts au Manège militaire de Québec. Il succède au maire Régis Labeaume qui a occupé ce poste durant 14 ans, et est le premier maire depuis Lucien Borne, en 1938, à provenir de la Basse-Ville de Québec.
Il forme un conseil exécutif avec plusieurs élus issus d'autres partis que sa propre formation, dont notamment son adversaire Jean-François Gosselin, déclarant vouloir changer le ton à l'hôtel de ville. Se déclarant au centre et ne croyant pas à l'axe gauche-droite au niveau municipal, il est également connu pour s'afficher en public avec ses espadrilles, utilisés comme outils de marketing politique.
Pendant son mandat, il participe au film Lettre d'amour à la ville et à la série télévisée Mairies : nouvelles générations.

#### Dossiers majeurs
Son mandat comme maire est fortement marqué par l'organisation du transport dans la région de Québec.
Il souhaite réaliser le projet de tramway, initialement implanté par son prédécesseur Regis Labeaume.
Le 25 avril 2024, il répond aux propos de la ministre des Transports et de la Mobilité durable, Geneviève Guilbault, qui dit ne pas croire que la gestion du transport collectif est une mission de l'État. Le maire dit en entrevue n'avoir aucune confiance envers la ministre à cause de son manque de vision pour la mobilité durable. Il accuse la ministre d'avoir de l'intérêt que pour la construction de routes.
Parmi les autres dossiers majeurs lors de son mandat, il doit faire face aux turbulences entraînées par les négociations des conventions collectives du Réseau de transport de la Capitale et de l'Institut canadien de Québec, qui gèrent respectivement le transport en commun et le réseau de bibliothèques de la ville,.

## Vie privée
Enfant unique, il est le fils de Gilbert Marchand et de Thérèse Carrier. Il est orphelin de ses parents morts en 2007 et 2013
Il fait son école primaire à l'École Saint-Paul Apôtre. Dans sa jeunesse, comme joueur de baseball, il affronte Patrick Poulin, futur joueur de hockey dans la Ligue nationale de hockey au Stade Victoria.
Il est père de deux enfants. Il habite à Sainte-Foy. Le 15 août 2025, la journaliste Monic Néron officialise sa relation amoureuse avec Bruno Marchand sur les réseaux sociaux.

## Résultats électoraux
|                          | Bruno Marchand           | Québec forte et fière        | 59 567  | 32,32 |  |  |
|                          | Marie-Josée Savard       | Équipe Marie-Josée Savard    | 58 828  | 31,92 |  |  |
|                          | Jean-François Gosselin   | Québec 21                    | 45 590  | 24,74 |  |  |
|                          | Jackie Smith             | Transition Québec            | 12 089  | 6,56  |  |  |
|                          | Jean Rousseau            | Démocratie Québec            | 7 188   | 3,90  |  |  |
|                          | Alain Giasson            | Alliance citoyenne de Québec | 389     | 0,21  |  |  |
|                          | Lucie Perreault          | Indépendante                 | 370     | 0,20  |  |  |
|                          | Patrice Fortin           | Indépendant                  | 282     | 0,15  |  |  |
|                          |                          |                              |         |       |  |  |
| Suffrages exprimés       | Suffrages exprimés       | Suffrages exprimés           | 184 303 | 99,18 |  |  |
| Votes nuls               | Votes nuls               | Votes nuls                   | 1 530   | 0,82  |  |  |
| Total                    | Total                    | Total                        | 185 833 | 100   |  |  |
| Abstention               | Abstention               | Abstention                   | 225 416 | 54,81 |  |  |
| Inscrits / participation | Inscrits / participation | Inscrits / participation     | 411 249 | 45,19 |  |  |